# Congregação de Jesus e Maria
A Congregação de Jesus e Maria (em latim: Congregatio Iesu et Mariæ) é uma sociedade de vida apostólica de direito pontifício, cujos membros são chamados de eudistas. Seus membros usam o sufixo C.I.M ou C.J.M. ou, ainda, Eud.

## História
A congregação foi fundada pelo sacerdote francês João Eudes (1601-1680), que entrou entre as oratorianos de Pierre de Bérulle em 1623, a partir de 1632 dedicou-se intensamente à pregação das missões populares nas áreas rurais e nas áreas mais pobres do país e foi capaz de perceber o estado desolador de pobreza espiritual em que jazia o clero.
Em 1641 Eudes se tornou superior da Congregação do Oratório de Caen e começou a ponderar a construção de uma casa onde os sacerdotes e aspirantes ao sacerdócio fossem capazes de receber formação espiritual e pastoral adequada. Por causa da hostilidade para com a iniciativa dos superiores da Congregação do Oratório, François Bourgoing, Eudes e alguns amigos deixaram a Congregação e em 25 de março de 1643 passaram a completar seu projeto abrindo um seminário em Caen onde puseram em prática as exigências do Concílio de Trento em relação à formação do clero.
A pedido dos bispos locais, membros da Congregação de Jesus e Maria (o nome assumido pela companhia de Eudes) rapidamente assumiram a direção dos seminários de Coutances (1651), Lisieux (1653), Rouen (1659), Evreux (1667) e Rennes (1670). Do ponto de vista da organização canônica da congregação, os eudistas passaram a ser uma sociedade de vida comum sem votos (a questão dos votos religiosos significava a isenção no que diz respeito à autoridade dos bispos e isso era incompatível com os objetivos da companhia, que teve como objetivo cooperar em estreita consulta com os ordinários diocesanos).
A congregação saiu destruída pelo período revolucionário (François-Louis Hébert, superior geral dos Eudistas e confessor de Luís XVI, foi vítima dos massacres de setembro de 1792). Foi restabelecida em Rennes em 1826. Os Eudistas foram expulsos do país sob o governo de Émile Combes e se refugiaram no Canadá, Estados Unidos, Colômbia e Venezuela, mas foram capazes de voltar para a França após a abolição das "leis seculares" durante a Primeira Guerra Mundial. Conseguiram o decreto papal de louvor em 25 de julho de 1851.
Seu fundador, beatificado em 25 de abril de 1909 pelo Papa Pio X, foi proclamado santo pelo papa Pio XI em 31 de maio de 1925.

## Atuação
Os Eudistas dedicam-se principalmente à direção de seminários diocesanos, colégios e missões.
Estão presentes na Europa (França, Itália), nas Américas (Brasil, Canadá, Chile, Colômbia, Equador, Estados Unidos, Honduras, México, Nicarágua, Peru, Venezuela), na África (Benim, Burkina Faso, Costa do Marfim, Togo) e na Ásia (nas Filipinas), sendo a sede em Roma, na Via dei Querceti.

## Prelados eudistas

### Arcebispos
- Jorge Enrique Jiménez Carvajal
- Helímenas de Jesús Rojo Paredes
- Juan Francisco Sarasti Jaramillo

### Bispos
- Pedro Nicolás Bermúdez Villamizar
- Luc Crépy
- Michel Marie Jacques Dubost
- Luis Alfonso Márquez Molina
- François Thibodeau
- José Mario Bacci Trespalacios